# Against All Odds 2011
Against All Odds 2011 è stata la settima edizione del pay-per-view prodotto dalla Total Nonstop Action Wrestling (TNA). L'evento si è svolto il 13 febbraio 2011 nella IMPACT! Zone di Orlando, Florida.

## Risultati
| # | Risultati | Stipulazioni | Durata |
| - | --- | --- | ------ |
| 1 | Robbie E (con Cookie) ha sconfitto Generation Me (Max Buck e Jeremy Buck) per forfeit                               | three-way match per determinare il #1 contender al titolo TNA X Division Championship | 00:27  |
| 2 | Kazarian ha sconfitto Robbie E (con Cookie)                                                                         | Single match per il titolo TNA X Division Championship | 07:11  |
| 3 | Beer Money, Inc. (James Storm e Robert Roode) e Scott Steiner hanno sconfitto Immortal (Rob Terry, Gunner e Murphy) | Six-man tag team match | 10:13  |
| 4 | Samoa Joe (con Okato) ha sconfitto D'Angelo Dinero                                                                  | Single match | 08:31  |
| 5 | Madison Rayne (c) ha sconfitto Mickie James                                                                         | Last Knockout Standing match per il titolo TNA Knockout's Championship | 08:28  |
| 6 | Rob Van Dam ha sconfitto Matt Hardy                                                                                 | Single match | 13:18  |
| 7 | Bully Ray ha sconfitto Brother Devon                                                                                | Street Fight match | 09:24  |
| 8 | Jeff Jarrett (con Karen Jarrett) ha sconfitto Kurt Angle                                                            | Singles match. Se vinceva Jarrett, Angle doveva lasciare Karen (nella realtà prima era davvero sua moglie e poi ha sposato Jarrett).Se vinceva Angle, lui avrebbe avuto la custodia dei due figli (Kody e Kyra Angle). | 16:13  |
| 9 | Jeff Hardy ha sconfitto Mr. Anderson (c)                                                                            | Ladder match per il titolo TNA World Heavyweight Championship | 18:15  |
|   | | (c) = campione in carica al momento dell'inizio del match |        |